# Cyanopepla xenodice
Cyanopepla xenodice là một loài bướm đêm thuộc phân họ Arctiinae, họ Erebidae.